# Flabellopora arculifera
Flabellopora arculifera är en mossdjursart som beskrevs av Ferdinand Canu och Ray Smith Bassler 1929. Flabellopora arculifera ingår i släktet Flabellopora och familjen Biporidae. Inga underarter finns listade i Catalogue of Life.